# Anuschirvan erforscht den Zustand seines Landes
Anuschirvan erforscht den Zustand seines Landes ist ein orientalisches Märchen aus den Geschichten aus Tausendundeiner Nacht. Es wird in der Arabian Nights Encyclopedia als ANE 162 gelistet.
Die Kurzgeschichte behandelt eine Erzählung über den persisch-sassanidischen Großkönig Chosrau I. (reg.  531–579), auch genannt Anuschirvan.

## Handlung
Man erzählt sich, dass der persische Großkönig Anuschirvan sich krank stellte und seinen Freunden und Vertrauten erklärte, die Ärzte hätten ihm zu einer Arznei alte Ziegelsteine aus einem verwüsteten Dorf verordnet. Daraufhin wurden Boten in das ganze Perserreich geschickt, die aber nirgendwo ein verwüstetes Dorf vorfanden. Anuschirvan freute sich und erklärte, dass er nur habe sehen wollen, ob es in seinem Land noch einen in Trümmern liegenden Ort gebe. Nun sei er überzeugt, dass der Wohlstand in seinem Reich vollkommen sei.
Scheherazade erklärt, dass die alten Könige einst sagten: „Der Glaube muss von der Regierung unterstützt werden, die Regierung durch Truppen, die Truppen durch Geld und das Geld durch die Kultur des Landes, und diese wird durch die Gerechtigkeit gegen die Untertanen gefördert, denn durch Gewalttat und Tyrannei zwingt ein König seine Untertanen, auszuwandern; die Bevölkerung seines Landes nimmt ab, die Schatzkammern werden leer und die Zurückbleibenden verwünschen ihre Tyrannen solange bis sein Untergang sie befreit“.

## Hintergrund
Die Geschichte findet sich in den ägyptischen Manuskripten und den frühen arabischen Druckausgaben von Tausendundeine Nacht, mit Ausnahme der Breslauer Ausgabe. Sie wird auch im Fürstenspiegel (al-Tibr almasbûk) zitiert, der al-Ghazālī (gest. 1111) zugeschrieben wird. Auf die Kalkutta-II-Ausgabe griffen Richard Francis Burton und Enno Littmann zurück.

## Ausgaben
- Gustav Weil: Tausend und eine Nacht – Arabische Erzählungen, Karl Müller Verlag, Erlangen 1984 (Erstausgabe 1839), Band 4, S. 85.
- Enno Littmann: Die Erzählungen aus den tausendundein Nächten, Insel Verlag, Frankfurt 1968, Band 3, S. 706f.